# 科爾克蓬科山
13°31′9″S 71°12′24″W / 13.51917°S 71.20667°W

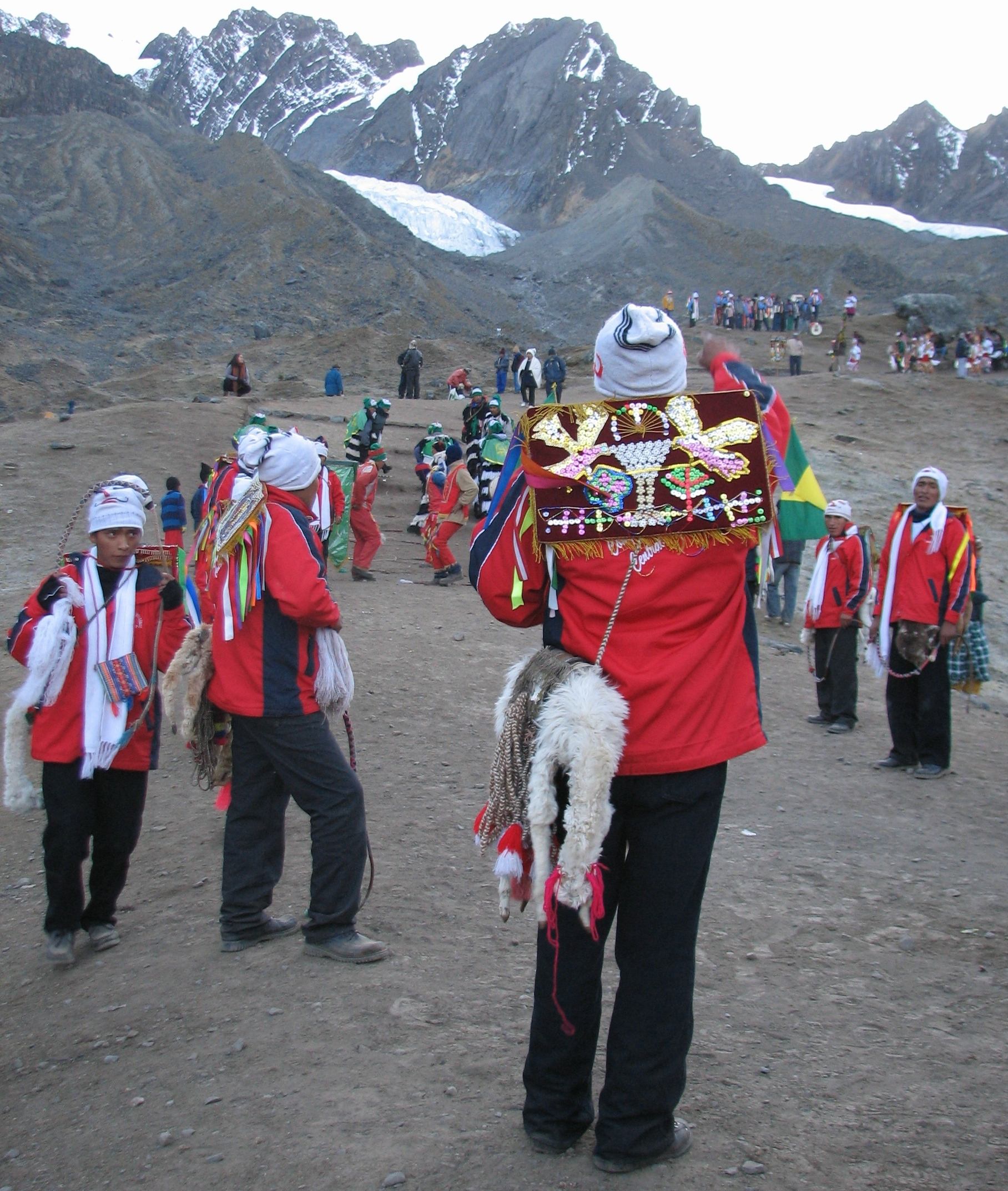

科爾克蓬科山（西班牙語：Colquepunco），是秘魯的山峰，位於該國南部庫斯科大區的基斯皮坎奇省，處於辛格里納科查湖西北面和米納斯尼約克山東南面，屬於安第斯山脈中韋爾卡努塔山脈的一部分，海拔高度5,522米，人類在1961年首次登頂。